# Santander
 Ovo je glavno značenje pojma Santander. Za druga značenja pogledajte Santander (razdvojba).
Santander je lučki grad u Španjolskoj, glavni grad španjolske autonomne zajednice Kantabrije.

## Zemljopisni smještaj
Smješten je na sjevernoj španjolskoj obali, na obali estuarija.

## Stanovništvo
Prema popisu iz 2005., u Santanderu živi 183.955 stanovnika, gotovo trećina od ukupnog broja stanovnika Kantabrije. Broj stanovnika u posljednjih 25 godina gotovo da stagnira (1981. godine imao je 180.328). Natalitet je u opadanju, a prosječna starost stanovništva Santandera iznosi 40 godina života (1996.). Više od 70% aktivnog stanovništva radi u uslužnom sektoru.
Santander spada među najsigurnije gradove u Španjolskoj, s niskom stopom delikvencije.

## Povijest grada
Smatra se da je ime grada potječe od imena sveca-mučenika iz 3. stoljeća (Sancti Emetherii > Sancti Emderii > Sanct Endere > Santendere > Santanderio > Santander).